# Белчер, Чарльз
Чарльз Белчер (англ. Charles Belcher; 27 июля 1872 — 10 декабря 1943) — американский киноактер. Снялся в 17 фильмах между 1919 и 1928 годами.

## Биография
Чарльз Белчер родился в Сан-Франциско в 1872 году. Выпускник Линкольнской средней школы в Сан-Франциско. Стал популярен в драматическом и комедийном театре, начиная с 1907 года. Снявшись во многих приключенческих и драматических фильмах, впервые снялся вместе с Рут Роланд в приключенческом сериале «The Adventures of Ruth», снятом в Pathe Film Co в 1919 году. Наиболее известен своими ролями во многих боевиках Дугласа Фэрбенкса, включая «Знак Зорро» 1920 года, «Три мушкетёра» 1921 года и «Чёрный пират» 1926 года, а лучше всего запомнился в роли Бальтазара в фильме «Бен-Гур: история Христа» 1925 года. Чарльз сделал своё последнее появление на экране, сыграв Герцога в фильме Альберта Рэя «Вор в темноте» в 1928 году.

## Избранная фильмография
- 1920 — Знак Зорро
- 1921 — Три мушкетера
- 1922 — Кровь и песок
- 1924 — Багдадский вор
- 1925 — Бен-Гур: история Христа
- 1926 — Чёрный пират